# Anuta (pleme)
Anuta (Anuta otočani), maleno izolirano pleme s istoimenog otoka u Solomonovom otočju (provincija Temotu). Jezično pripadaju polinezijskoj grani austronezijske porodice. Ova malena zajednica, 267 duša (1999 SIL),  nesrodna je susjednim Melanezijcima na okolnim otocima, izuzevši otok Tikopia (vidi Tikopijci). Otok je prvi puta viđen 1791. a u kasnijim stoljećima oni su u kontaktu s vanjskim svijetom jedino slučajnim nailascima brodova.
Anuta otočani žive od uzgoja taroa, banana i manioke po vrtovima koji se nalaze na vrhovima brežuljaka. Uz obalu hvataju malene grebenske ribe, dok u lov na veće ribe (tuna, wahoo, bonito, i razne Istiophoridae) idu kolektivno na prekooceanskim kanuima.

## Vanjske poveznice
- The Anuta
- The last tribes on Earth